# Aage Birch
Aage Birch (født 23. september 1926 i Søllerød, død 13. februar 2017) var en dansk sejlsportsmand, der deltog i tre olympiske lege i drage og vandt sølv ved OL i 1968 som det bedste resultat.
Aage Birch voksede op ved Furesøen og blev som barn meldt ind i Yachtklubben Furesøen. Her stiftede han bekendtskab med drage-bådtypen omkring 1940, og denne båd blev hans foretrukne. Dragen var på det olympiske program i perioden 1948-1972, og Birch var første gang med ved OL i 1952 i Helsinki, hvor han sammen med William Berntsen var gast i båden med Ole Berntsen som skipper med en femteplads til følge. Otte år senere var Birch skipper i båden ved OL i Rom (Napoli for sejlsport), og her opnåede han sammen med gasterne Paul Lindemark-Jørgensen og Niels Markussen en sjetteplads. Otte år senere igen deltog Birch for tredje og sidste gang ved OL i Mexico (sejlsport i Acapulco), hvor han med samme besætning vandt sølv. Derudover var han helt suveræn i dragens Gold Cup, som han vandt syv gange i perioden 1963-1972, hvilket stadig er rekord.
Efter afslutningen af sin aktive karriere var Aage Birch fortsat engageret i sporten. Han indså, at der var behov for at støtte sejlerne økonomisk, og han var en af initiativtagerne til, at alle danske sejlere ved danske stævner betalte 5 kr ekstra oven i startgebyret til fordel for elitesejlerne. Han fungerede også som coach for de danske sejlsportsfolk ved OL 1980 og 1984.
I sit civile liv var Birch bådebygger, og han boede i perioder i England og Schweiz, men levede de sidste år af sit liv i Nordsjælland.